# Зобеида
«Зобеида» (итал. La Zobeide) — сказочная пьеса (фьяба) итальянского драматурга Карло Гоцци, впервые поставленная в Венеции в ноябре 1763 года. Стала частью драматургического цикла, над которым Гоцци начал работать в ходе полемики с Карло Гольдони и Пьетро Кьяри, соединяя в нём элементы сказки, бытового реализма и буффонады. Автор характеризовал «Зобеиду» как «сказочную трагедию», что должно было означать смешение жанровых особенностей сказки (волшебства, заклинаний, превращений) и трагедии (противопоставления тирана и доброго правителя). Её действие происходит на условном Востоке, но при этом в числе действующих лиц — персонажи итальянской комедии дель арте: Панталоне, Труффальдино, Тарталья и Бригелла.
Главная героиня пьесы — дочь царя Ормуса Бедера, которую выдали замуж за злого колдуна Синадаба. Благодаря помощи помощи старого волхва ей удаётся избавиться от этого злодея. Гоцци написал «Зобеиду» в стиле своих первых фьяб, стремясь к зрелищности и занимательности.